# Махмуд Ґад
Махмуд Ґад Махмуд Ахмед (араб. محمود جاد محمود احمد, нар. 11 жовтня 1998, Лондон) — єгипетський футболіст, воротар клубу «ЕНППІ Клуб» і національної збірної Єгипту.

## Клубна кар'єра
Народився 11 жовтня 1998 року. Вихованець футбольної школи клубу «ЕНППІ Клуб»}. Дорослу футбольну кар'єру розпочав 2018 року в основній команді того ж клубу. А від початку сезону 2019/20 молодий гравець став її основним воротарем.

## Виступи за збірні
Протягом 2019–2021 років залучався до складу молодіжної збірної Єгипту. На молодіжному рівні зіграв у 2 офіційних матчах.
2021 року був у складі олімпійської збірної Єгипту учасником футбольного турніру на Олімпійських іграх-2020 в Токіо, де, утім, на поле не виходив.
З 2021 року викликається до лав національної збірної Єгипту, був у її заявці на Кубок африканських націй 2021, що проходив на початку 2022 року в Камеруні, де египтяни здобули «срібло». На цьому турнірі також залишався резервним голкіпером.

## Титули і досягнення
- Срібний призер Кубка африканських націй: 2021